# Zdeněk Pěkný
Zdeněk Pěkný (ur. 25 listopada 2001 w Jabloncu nad Nysą‎) – czeski saneczkarz, olimpijczyk z Pekinu 2022.
Startuje w parze z Filipem Vejdělkiem.

## Udział w zawodach międzynarodowych
| Impreza              | Rok  | Gospodarz    | Konkurencja | Miejsce |
| -------------------- | ---- | ------------ | ----------- | ------- |
| Igrzyska olimpijskie | 2022 | Pekin        | dwójki      | 16.     |
| Igrzyska olimpijskie | 2022 | Pekin        | sztafeta    | 10.     |
| Mistrzostwa świata   | 2020 | Soczi        | dwójki      | 18.     |
| Mistrzostwa świata   | 2020 | Soczi        | sztafeta    | 9.      |
| Mistrzostwa świata   | 2023 | Oberhof      | dwójki      | 14.     |
| Mistrzostwa Europy   | 2019 | Oberhof      | dwójki      | 12.     |
| Mistrzostwa Europy   | 2020 | Lillehammer  | dwójki      | 16.     |
| Mistrzostwa Europy   | 2020 | Lillehammer  | sztafeta    | 9.      |
| Mistrzostwa Europy   | 2021 | Sigulda      | dwójki      | 17.     |
| Mistrzostwa Europy   | 2022 | Sankt Moritz | dwójki      | 19.     |
| Mistrzostwa Europy   | 2022 | Sankt Moritz | sztafeta    | 8.      |
| Mistrzostwa Europy   | 2023 | Sigulda      | dwójki      | 12.     |